# Primula violaris
Primula violaris är en viveväxtart som beskrevs av William Wright Smith och H.R. Fletcher. Primula violaris ingår i släktet vivor, och familjen viveväxter. Inga underarter finns listade i Catalogue of Life.